# Список картин Макса Эрнста
Ниже представлен список картин немецкого художника Макса Эрнста.

## Список
Художник давал названия картинам на немецком, французском, английском и латинском языках. В списке вместе с русским переводом дано оригинальное название.

Названия некоторых картин состоят из целых предложений или стихов. Знак [...] указывает на продолжение названия. Полное название дано в комментариях.
| Картина                                             | Название | Год создания          | Техника / Размер (см)                                        | Хранение | Прим.   |
| --------------------------------------------------- | --- | --------------------- | ------------------------------------------------------------ | --- | ------- |
|                                                     | Парк замка в Брюле (нем. Schlosspark von Brühl) | 1906                  | Картон, чернила 24 × 24                                      | |         |
|                                                     | Автопортрет (нем. Selbstporträt) | 1909                  | Картон, масло 90 × 60                                        | Музей Макса Эрнста, Брюль                                                                                         |         |
|                                                     | Пейзаж с солнцем (нем. Landschaft mit Sonne) | 1909                  | Картон, масло 80 x 60                                        | Частное собрание                                                                                                  |         |
|                                                     | Парижская улица (нем. Strasse in Paris) | 1912                  | Бумага, акварель 34 × 44                                     | Собрание города Брюль                                                                                             |         |
|                                                     | Башни (нем. Türme) | 1916                  | Холст, масло 60 x 43                                         | Шотландская национальная галерея современного искусства, Эдинбург (Картина завещана Габриэль Кейллер в 1995 году) |         |
|                                                     | Шляпа в руке, шляпа на голове (нем. Der Hut in der Hand, der Hut auf dem Kopf) | около 1913            | Картон, масло 36.8 x 29.2                                    | Шотландская национальная галерея современного искусства, Эдинбург (Куплена в 1997 году)                           |         |
|                                                     | Бессмертие (нем. Unsterbichkeit) | 1913—1914             | Дерево, масло 80 × 54                                        | |         |
|                                                     | Город с животными (нем. Stadt mit Tieren) | около 1919            | Холст, масло 66.6 × 62.3                                     | Музей Соломона Гуггенхайма, Нью-Йорк                                                                              |         |
|                                                     | Плод долгого опыта (фр. Fruit d'une longue experience) | около 1919            | Дерево, предметы, краска 46 × 38                             | Частное собрание                                                                                                  |         |
|                                                     | Aquis Submersus (Поглощение водами) (лат. Aquis Submersus) | 1919                  | Холст, масло 54 × 43.8                                       | Штеделевский художественный институт, Франкфурт-на-Майне                                                          |         |
|                                                     | Трофей, гипертрофированный (фр. Trophée, Hypertrophique) | 1919                  | Бумага, чернила 41.9 x 28                                    | Нью-Йоркский музей современного искусства (Дар Тристана Тцара, 1936 год)                                          |         |
|                                                     | Спальня мастера. Стоит провести там ночь (нем. Das Schlafzimmer des Meisters es lohnt sich darin eine Nacht zu verbringen) (фр. La chambre à coucher de Max Ernst cela vaut la peine d'y passer une nuit) | 1919                  | Бумага, гуашь, карандаш 16.5 × 22.2                          | Частное собрание, Цюрих                                                                                           |         |
| (недоступная ссылка)                                | Большое ортохроматическое колесо которое делает любовь на заказ (фр. La Grande Roue orthochromatique qui fait l'amour sur mesure)                                                                         | 1920                  | Бумага, карандаш, чернила, акварель 33.5 × 22.5              | Государственный музей современного искусства, Париж (Дар Луизы и Мишеля Лейри, 1984)                              |         |
|                                                     | Лошадь немного больна (фр. Un peu malade le cheval) | 1920                  | Бумага, карандаш Коллаж из фотогравировок 22.5 x 30.2        | Нью-Йоркский музей современного искусства (Куплена у Андре Бретона в 1935 году)                                   |         |
|                                                     | Пар и рыба (фр. Le vapeur et le poisson) | 1920                  | Бумага, карандаш Коллаж из фотогравировок 16.5 x 21          | Нью-Йоркский музей современного искусства (Куплена у Тристана Тцара в 1937 году)                                  | [ K 1 ] |
|                                                     | Плеяды (фр. Les Pléiades) | 1920                  | Бумага, краска Коллаж из фотографии 22.5 × 16.5              | Частное собрание                                                                                                  |         |
|                                                     | Фламинго (нем. Die Flamingi) | 1920                  | Бумага Коллаж 15.6 × 13                                      | Частное собрание                                                                                                  |         |
|                                                     | Дада-Гоген (фр. Dada-Gauguin) | 1920                  | Бумага, гуашь, чернила 30.3 × 40                             | Чикагский институт искусств (Частичный дар семьи Фултон)                                                          |         |
|                                                     | Избиение младенцев (фр. Le massacre des innocents) | 1920                  | Черно-белая фотография, акварель, гуашь, чернила 21.5 x 28.9 | Чикагский институт искусств (Собрание Синди и Эдвина Бергман)                                                     |         |
|                                                     | Китайский соловей (фр. Le rossignol chinois) | 1920                  | Бумага, чернила Коллаж из фотографий 14 x 9.8                | Музей Гренобля |         |
|                                                     | Над облаками идет полночь (фр. Au dessus des nuages marche la minuit [...]) | 1920                  | Бумага, чернила Коллаж из фотогравировок 14 x 9.8            | Частное собрание, Нью-Йорк                                                                                        | [ K 2 ] |
|                                                     | Загадка центральной Европы (фр. L'Enigme de l'Europe central) | 1920                  | Картон, гуашь, чернила Коллаж 17.1 x 20.6                    | Частное собрание                                                                                                  | [ K 3 ] |
|                                                     | Гидрометрическая демонстрация убийства температурой (фр. Demonstration hydrométrique à tuer par la température)                                                                                           | 1920                  | Бумага, гуашь Коллаж 23.8 x 16.8                             | Собрание Жака Тронше, Париж                                                                                       |         |
|                                                     | Слоистые породы [...] (фр. Schichtgestein [...]) | 1920                  | Бумага, гуашь, карандаш Коллаж из фотогравировок 19.1 x 24.1 | Нью-Йоркский музей современного искусства (Куплена у Тристана Тцара в 1937 году)                                  | [ K 4 ] |
|                                                     | Катарина Ондулата (Katharina Ondulata) | 1920                  | Бумага, гуашь, карандаш, чернила Коллаж 31.5 x 27.5          | Шотландская национальная галерея современного искусства, Эдинбург (Куплена в 1995 году)                           |         |
|                                                     | Маленькая лакримальная фистула которая говорит тик так (фр. La Petite fistule lacrimale qui dit tic tac)                                                                                                  | 1920                  | Бумага, гуашь, карандаш, чернила 44.5 x 33                   | Нью-Йоркский музей современного искусства (Куплена у Андре Бретона в 1935 году)                                   |         |
|                                                     | Шляпа делает человека (фр. C'est le chapeau qui fait l'homme) | 1920                  | Бумага, гуашь, карандаш, масло, чернила Коллаж 35.2 x 45.1   | Нью-Йоркский музей современного искусства (Куплена у Андре Бретона в 1935 году)                                   |         |
|                                                     | Груша или Бессмертие Буонарроти (фр. Le Punching Ball ou l'Immortalité de Buonarroti) | 1920                  | Бумага, гуашь, чернила Фотография, коллаж 17.8 x 11.4        | Собрание Арнольда Крэйна, Чикаго                                                                                  |         |
|                                                     | Юная химера (фр. Jeune Chimère) | 1920                  | Бумага, акварель Коллаж 26 x 8.9                             | Частное собрание                                                                                                  |         |
|                                                     | Проект манифеста | 1920                  | Бумага, темпера, акварель Коллаж 60 x 48.9                   | Национальная галерея современного искусства (Турин) (?)                                                           |         |
|                                                     | Швейцария, место рождения дада (фр. La Suisse, lieu de naissance de dada) | 1920                  | Бумага, Коллаж 11.1 x 25.1                                   | Музей Кестнера, Ганновер (?)                                                                                      | [ K 5 ] |
|                                                     | Сомнамбулический лифт (фр. Ascenseur somnambule) | 1920                  | Бумага, гуашь, акварель, карандаш Коллаж 19.7 x 12           | Частное собрание                                                                                                  |         |
|                                                     | Изготовление клея из костей (нем. Leimbereitung auf Knochen) (фр. La Préparation de la colle d'os) | 1921                  | Коллаж 7.6 x 11.4                                            | Частное собрание                                                                                                  |         |
|                                                     | Слон Целебес (фр. L'Eléphant Célèbes) | 1921                  | Холст, масло 125.4 x 107.9                                   | Галерея Тейт, Лондон (Куплена в 1975 году)                                                                        | [ K 6 ] |
|                                                     | Oedious Rex. (лат. Oedious Rex.) | 1922                  | Холст, масло 93 x 102                                        | Частное собрание                                                                                                  |         |
|                                                     | Слово (Женщина-птица) (фр. La parole (Femme-oiseau)) | 1922                  | Бумага, гуашь Коллаж 18.5 x 10.6                             | Частное собрание                                                                                                  |         |
|                                                     | Встреча друзей (фр. Au rendez-vous des amis) | 1922                  | Холст, масло Коллаж 130 x 95                                 | Музей Людвига, Кёльн                                                                                              |         |
|                                                     | Двойной портрет Макса Эрнста и Поля Элюара (фр. Double portrait de Max Ernst et Paul Eluard) | 1922                  | Бумага, чернила                                              | Библиотека имени Жака Дусэ, Париж                                                                                 |         |
|                                                     | Сломанные веера II (фр. Des éventails brisés II) | 1922                  | Бумага, гуашь Коллаж                                         | | [ K 7 ] |
|                                                     | Птица в пейзаже (фр. Oiseau dans un paysage) | 1922                  | Холст, масло                                                 | Частное собрание                                                                                                  |         |
|                                                     | Внутренним взором (фр. L'Intérieur de la vue) | 1922                  | Холст, масло 86.5 x 66.5                                     | Частное собрание                                                                                                  |         |
| (недоступная ссылка)                                | Пара (фр. Le Couple) | 1923                  | Холст, масло Коллаж 106.5 x 142                              | Музей Бойманса — ван Бёнингена, Роттердам                                                                         |         |
|                                                     | Пьета или Ночная революция (фр. Pietà ou la révolution la nuit) | 1923                  | Холст, масло 116.2 x 88.9                                    | Галерея Тейт, Лондон (Куплена в 1981 году)                                                                        |         |
|                                                     | Святая Цецилия (Невидимое пианино) (фр. Sainte Cécile (Le piano invisible)) | 1923                  | Холст, масло 101 × 82                                        | Государственная галерея Штутгарта                                                                                 |         |
| Архивная копия от 6 марта 2014 на Wayback Machine   | Не надо видеть реальность такой какая я есть (фр. Il ne faut pas voir la réalité telle que je suis) | 1923                  | Гипс (на холсте), масло 172.4 × 80                           | Государственный музей современного искусства, Париж                                                               | [ K 8 ] |
|                                                     | Естественная история (фр. Histoire Naturelle) | 1923                  | Холст, масло 23.2 x 35.4                                     | Музей современного искусства, Тегеран                                                                             |         |
|                                                     | Первому чистому слову (фр. Au premier mot limpide) | 1923                  | Холст, масло 232 x 167                                       | Художественное собрание земли Северный Рейн — Вестфалия, Дюссельдорф                                              |         |
|                                                     | Шатающаяся женщина (фр. La Femme chancelante) | 1923                  | Холст, масло 130.5 x 65                                      | Художественное собрание земли Северный Рейн — Вестфалия, Дюссельдорф                                              |         |
|                                                     | Портрет Андре Бретона (фр. Portrait d'André Breton) | 1923                  | Бумага, чернила 40 x 32                                      | |         |
|                                                     | Лес (фр. La Forêt) | 1923                  | Холст, масло 73 x 50.3                                       | Художественный музей Филадельфии (Собрание Луизы и Вальтера Аренсберг)                                            |         |
|                                                     | Мужчины ничего об этом не узнают (фр. Les Hommes n'en sauront rien) | 1923                  | Холст, масло 80.3 x 63.8                                     | Галерея Тейт, Лондон (Куплена в 1960 году)                                                                        |         |
|                                                     | Женщина, старик и цветок (фр. Femme, Vieillard et fleur) | Париж 1923 Обонн 1924 | Холст, масло 96.5 x 130.2                                    | Нью-Йоркский музей современного искусства                                                                         |         |
| Архивная копия от 22 апреля 2014 на Wayback Machine | Император Убу (лат. Ubu Imperator) | 1924                  | Холст, масло 81 x 65                                         | Государственный музей современного искусства, Париж (Получена в дар в 1984 году)                                  |         |
|                                                     | Воскресные гости (фр. Les invités du dimanche) | 1924                  | Холст, масло 55 x 65                                         | Частное собрание                                                                                                  |         |

## Комментарии
1. ↑  Коллаж fatagaga ("Fatagaga" = "Fabrication de tableaux garantis gazométriques" = "Manufacture of guaranteed gasometric pictures" Архивная копия от 5 апреля 2015 на Wayback Machine) совместно с Хансом Арпом
Картина также известна под названием «Here Everything is Still Floating»
2. ↑  Полное название «Au-dessus des nuages marche la minuit. Au-dessus de la minuit plane l’oiseau invisible du jour. Un peu plus haut que loiseau l’éther pousse et les murs et les toits flottent.»
3. ↑  Картина также известна под названием «Always the best man wins»
4. ↑  Полное название «Schichtgestein naturgabe aus gneis lava isländisch moos 2 sorten lungenkraut 2 sorten dammriss herzgewächse (b) dasselbe in fein poliertem kästchen etwas teurer»
5. ↑  Коллаж fatagaga ("Fatagaga" = "Fabrication de tableaux garantis gazométriques" = "Manufacture of guaranteed gasometric pictures" Архивная копия от 5 апреля 2015 на Wayback Machine) совместно с Хансом Арпом
6. ↑  Название написанное на картине: CELEBES
7. ↑  Иллюстрация к сборнику стихов Поля Элюара и Макса Эрнста «Les malheurs des immortels» (Несчастья бессмертных) (стр. 37)
8. ↑  Роспись на стене в доме Поля Элюара в Обонне